# Basidioradulum
Basidioradulum is een monotypisch geslacht van schimmels dat tot de familie Schizoporaceae behoort. Het bevat alleen Basidioradulum radula.